# Castel Chizzola
Castel Chizzola è un castello medievale ormai in rovina che si trova sopra la frazione omonima del comune di Ala in provincia di Trento.

## Storia
Fu costruito verso il XII secolo e costituiva, insieme al sovrastante Castel Sajori e a Castel Serravalle sul lato opposto della val d'Adige, uno sbarramento per il controllo del confine meridionale del Principato Vescovile di Trento.
Fu di proprietà dei Castelbarco finché nel XV secolo non passò ai veneziani che lo usarono come base per l'espansione in territorio trentino.
Nel 1508 fu distrutto dall'imperatore Massimiliano I d'Asburgo e non fu più ricostruito visto che ormai aveva perso la sua valenza strategica dato che il confine era stato spostato.

## Struttura
Il castello era formato da due parti:
- una in basso lungo la strada composta da una cinta muraria e altri edifici per l'esazione dei dazi.
- una in alto per un controllo più vasto del territorio.

Ad oggi del castello rimane un muraglione merlato sopra l'abitato di Villetta.